# La Chapelle-Villars
La Chapelle-Villars is een gemeente in het Franse departement Loire (regio Auvergne-Rhône-Alpes) en telt 333 inwoners (1999). De plaats maakt deel uit van het arrondissement Saint-Étienne.

## Geografie
De oppervlakte van La Chapelle-Villars bedraagt 8,2 km², de bevolkingsdichtheid is 40,6 inwoners per km².
De onderstaande kaart toont de ligging van La Chapelle-Villars met de belangrijkste infrastructuur en aangrenzende gemeenten.

## Demografie
Onderstaande figuur toont het verloop van het inwonertal (bron: INSEE-tellingen).